# Ágúst Gylfason
Ágúst Þór Gylfason (ur. 1 sierpnia 1971 w Reykjavíku) – islandzki piłkarz, gra na pozycji pomocnika. Od 2008 roku piłkarz klubu Fjölnir.

## Kariera klubowa
Ágúst piłkarską karierę rozpoczynał w Valur Reykjavík, zaliczył tam cztery udane sezony i kupił go norweski
SK Brann. Grał tam dobrze, lecz zdecydował się na powrót do Reykjavíku, jednak tym razem do Fram Reykajvík.
W 2004 roku przeszedł do Reykjavíkur. Już pod koniec swojej kariery przeszedł do Fjölnir.
W swoim pierwszym sezonie był graczem podstawowym, jednak w sezonie 2009 był ledwie rezerwowym.

## Kariera reprezentacyjna
Ágúst zagrał 6 meczów w reprezentacji Islandii.
Zadebiutował w meczu towarzyskim z USA, w którym Islandia zremisowała 1:1.